# Thug Life
Thug Life was een Amerikaanse hiphopgroep die in 1993 onder leiding van Tupac Shakur werd gevormd door Big Syke, Macadoshis, zijn stiefbroer Mopreme Shakur, Stretch en Rated R.
De naam van de groep is een acroniem voor "The Hate U Give Little Infants Fucks Everybody". Op 26 september 1994 werd hun enige album, getiteld Thug Life: Volume 1, door Out Da Gutta Records uitgebracht. Op dit album, dat door de RIAA werd onderscheiden met goud, stond het door Johnny J. Jackson geproduceerde nummer "Pour Out a Little Liquor". Jackson was twee jaar later, in 1996, verantwoordelijk voor de productie van Tupacs vierde studioalbum, All Eyez on Me. Het album bereikte de eerste positie in de Billboard 200 Albums Charts.